# Febe Triest
Febe Triest (28 augustus 2000) is een Belgische atlete, die gespecialiseerd is in de lange afstand en het veldlopen. Ze werd tot op heden eenmaal Belgisch kampioene.

## Loopbaan
Triest nam in 2019 deel aan de Europese kampioenschappen veldlopen in Lissabon. Ze behaalde een 28e plaats.
In  2021 werd Triest voor het eerst Belgisch kampioene op de 5000 m.
Club
Triest is aangesloten bij Atletiek Land van Aalst (ALVA).

## Belgische kampioenschappen
| Onderdeel | Jaar |
| --------- | ---- |
| 5000 m    | 2021 |

## Persoonlijke records
| Onderdeel | Prestatie | Datum             | Plaats   |
| --------- | --------- | ----------------- | -------- |
| 5000 m    | 16.22,67  | 18 september 2022 | Kortrijk |

## Palmares

### 5000 m
- 2021:  BK AC – 16.34,62

### veldlopen
- 2019: 28e EK U20 in Lissabon